# Distrito de Brest
El distrito de Brest es un distrito (en francés arrondissement) de Francia, que se localiza en el departamento de Finisterre (en francés Finistère), de la región de Bretaña. Cuenta con 20 cantones y 80 comunas.

## División territorial

### Cantones
Los cantones del distrito de Brest son:
1. Cantón de Brest-Bellevue
2. Cantón de Brest-Cavale-Blanche-Bohars-Guilers
3. Cantón de Brest-Centre
4. Cantón de Brest-Kerichen
5. Cantón de Brest-Lambezellec
6. Cantón de Brest-L'Hermitage-Gouesnou
7. Cantón de Brest-Plouzané
8. Cantón de Brest-Recouvrance
9. Cantón de Brest-Saint-Marc
10. Cantón de Brest-Saint-Pierre
11. Cantón de Daoulas
12. Cantón de Guipavas
13. Cantón de Landerneau
14. Cantón de Lannilis
15. Cantón de Lesneven
16. Cantón de Ouessant
17. Cantón de Plabennec
18. Cantón de Ploudalmézeau
19. Cantón de Ploudiry
20. Cantón de Saint-Renan

### Comunas
| 1. Bohars (29011)              | 2. Bourg-Blanc (29015)        | 3. Brest (29019)                  | 4. Brignogan-Plage (29021)       |
| 5. Brélès (29017)              | 6. Coat-Méal (29035)          | 7. Le Conquet (29040)             | 8. Daoulas (29043)               |
| 9. Dirinon (29045)             | 10. Le Drennec (29047)        | 11. Le Folgoët (29055)            | 12. La Forest-Landerneau (29056) |
| 13. Gouesnou (29061)           | 14. Goulven (29064)           | 15. Guilers (29069)               | 16. Guipavas (29075)             |
| 17. Guipronvel (29076)         | 18. Guissény (29077)          | 19. Hanvec (29078)                | 20. Hôpital-Camfrout (29080)     |
| 21. Irvillac (29086)           | 22. Kerlouan (29091)          | 23. Kernilis (29093)              | 24. Kernouës (29094)             |
| 25. Kersaint-Plabennec (29095) | 26. Lampaul-Plouarzel (29098) | 27. Lampaul-Ploudalmézeau (29099) | 28. Lanarvily (29100)            |
| 29. Landerneau (29103)         | 30. Landunvez (29109)         | 31. Landéda (29101)               | 32. Lanildut (29112)             |
| 33. Lanneuffret (29116)        | 34. Lannilis (29117)          | 35. Lanrivoaré (29119)            | 36. Lesneven (29124)             |
| 37. Loc-Brévalaire (29126)     | 38. Loc-Eguiner (29128)       | 39. Locmaria-Plouzané (29130)     | 40. Logonna-Daoulas (29137)      |
| 41. Loperhet (29140)           | 42. La Martyre (29144)        | 43. Milizac (29149)               | 44. Ouessant (29155)             |
| 45. Pencran (29156)            | 46. Plabennec (29160)         | 47. Plouarzel (29177)             | 48. Ploudalmézeau (29178)        |
| 49. Ploudaniel (29179)         | 50. Ploudiry (29180)          | 51. Plougastel-Daoulas (29189)    | 52. Plougonvelin (29190)         |
| 53. Plouguerneau (29195)       | 54. Plouguin (29196)          | 55. Plouider (29198)              | 56. Ploumoguer (29201)           |
| 57. Plounéour-Trez (29203)     | 58. Plourin (29208)           | 59. Plouvien (29209)              | 60. Plouzané (29212)             |
| 61. Plouédern (29181)          | 62. Porspoder (29221)         | 63. Le Relecq-Kerhuon (29235)     | 64. La Roche-Maurice (29237)     |
| 65. Saint-Divy (29245)         | 66. Saint-Eloy (29246)        | 67. Saint-Frégant (29248)         | 68. Saint-Méen (29255)           |
| 69. Saint-Pabu (29257)         | 70. Saint-Renan (29260)       | 71. Saint-Thonan (29268)          | 72. Saint-Urbain (29270)         |
| 73. Trébabu (29282)            | 74. Tréflévénez (29286)       | 75. Trégarantec (29288)           | 76. Tréglonou (29290)            |
| 77. Le Tréhou (29294)          | 78. Trémaouézan (29295)       | 79. Tréouergat (29299)            | 80. Île-Molène (29084)           |